# اوکتریتی اف‌سی بنک
اوکتریتی اف‌سی بنک (روسی: Банк «ФК Открытие») شرکت خدمات مالی و بانکداری روس است، که در سال ۱۹۹۲ تأسیس شد.